# Emoia schmidti
Espèce
Statut de conservation UICN

 LC  : Préoccupation mineure
Emoia schmidti est une espèce de sauriens de la famille des Scincidae.

## Distribution
Cette espèce est endémique des Salomon.

## Étymologie
Cette espèce est nommée en l'honneur de Karl Patterson Schmidt.

## Publication originale
- Brown, 1954  : Notes on several lizards of the genus Emoia, with descriptions of new species from the Solomon Islands. Fieldiana, vol. 34, no 25, p. 263-276 (texte intégral).